# Damalis complecta
Damalis complecta là một loài ruồi trong họ Asilidae. Damalis complecta được Oldroyd miêu tả năm 1968.